# Gonzalo de Toro
Gonzalo de Toro (* 8. Juni 1950; † 3. Oktober 2011) war ein uruguayischer Politiker.
De Toro, der in jungen Jahren auch als Basketballspieler aktiv war und mit dem uruguayischen Verein Welcome 1967 Meister (campeón federal) wurde, gehörte in den 1970er Jahren dem Movimiento de Liberación Nacional an und war zu Beginn jenes Jahrzehnts im Gefängnis von Punta Carretas inhaftiert. Er war Mitglied und Mitbegründer der Movimiento de Participación Popular (MPP). Während der Amtszeit des Intendente Ricardo Ehrlich war de Toro von 2005 bis zur Ablösung durch seinen Nachfolger Gerardo Urse Anfang März 2008 Verkehrsdirektor der Intendencia von Montevideo. Anschließend hatte er in diesem Fachbereich das Amt des Geschäftsführers (Gerente de Tránsito) inne. Zu dieser Zeit bis zu seinem Tod war er auch Abgeordneter für die der Frente Amplio zugehörige MPP, Lista 609 in der Cámara de Representantes als Vertreter des Departamento Montevideo. Im Parlament gehörte er der den folgenden Kommissionen an: Comisión de transporte, comunicaciones y obras públicas als einfaches Mitglied, Comisión Especial con Fines Legislativos de Asuntos Municipales y Descentralización als Vorsitzender und Comisión Administrativa. Er verstarb im Alter von 61 Jahren an den Folgen einer sehr aggressiven Lungenkrebserkrankung. Zuvor hatte er sich über mehrere Monate einer Chemotherapie im CASMU unterzogen. De Toro wurde auf dem Cementerio del Norte in Montevideo bestattet. Das Begräbnis fand in Gegenwart des Staatspräsidenten José Mujica sowie weiterer uruguayischer Politprominenz, wie Lucía Topolansky, Fernando Lorenzo, Ana Olivera und Daniel Olesker statt.